# Гокасе
Гокасе (яп. 五ヶ瀬町 Гокасэ-тё:) — посёлок в Японии, находящийся в уезде Нисиусуки префектуры Миядзаки. Площадь посёлка составляет 171,77 км², население — 4043 человека (1 августа 2014), плотность населения — 23,54 чел./км².

## Географическое положение
Посёлок расположен на острове Кюсю в префектуре Миядзаки региона Кюсю. С ним граничат посёлки Такатихо, Ямато и сёла Мороцука, Сииба.

## Население
Население посёлка составляет 4043 человека (1 августа 2014), а плотность — 23,54 чел./км². Изменение численности населения с 1980 по 2005 годы:
| 1980 | 6034 чел. |  |
| 1985 | 5808 чел. |  |
| 1990 | 5392 чел. |  |
| 1995 | 5265 чел. |  |
| 2000 | 5079 чел. |  |
| 2005 | 4812 чел. |  |

## Символика
Деревом посёлка считается криптомерия, цветком — Hymenanthes, птицей — Zosterops japonicus.